# Jacopo II da Carrara

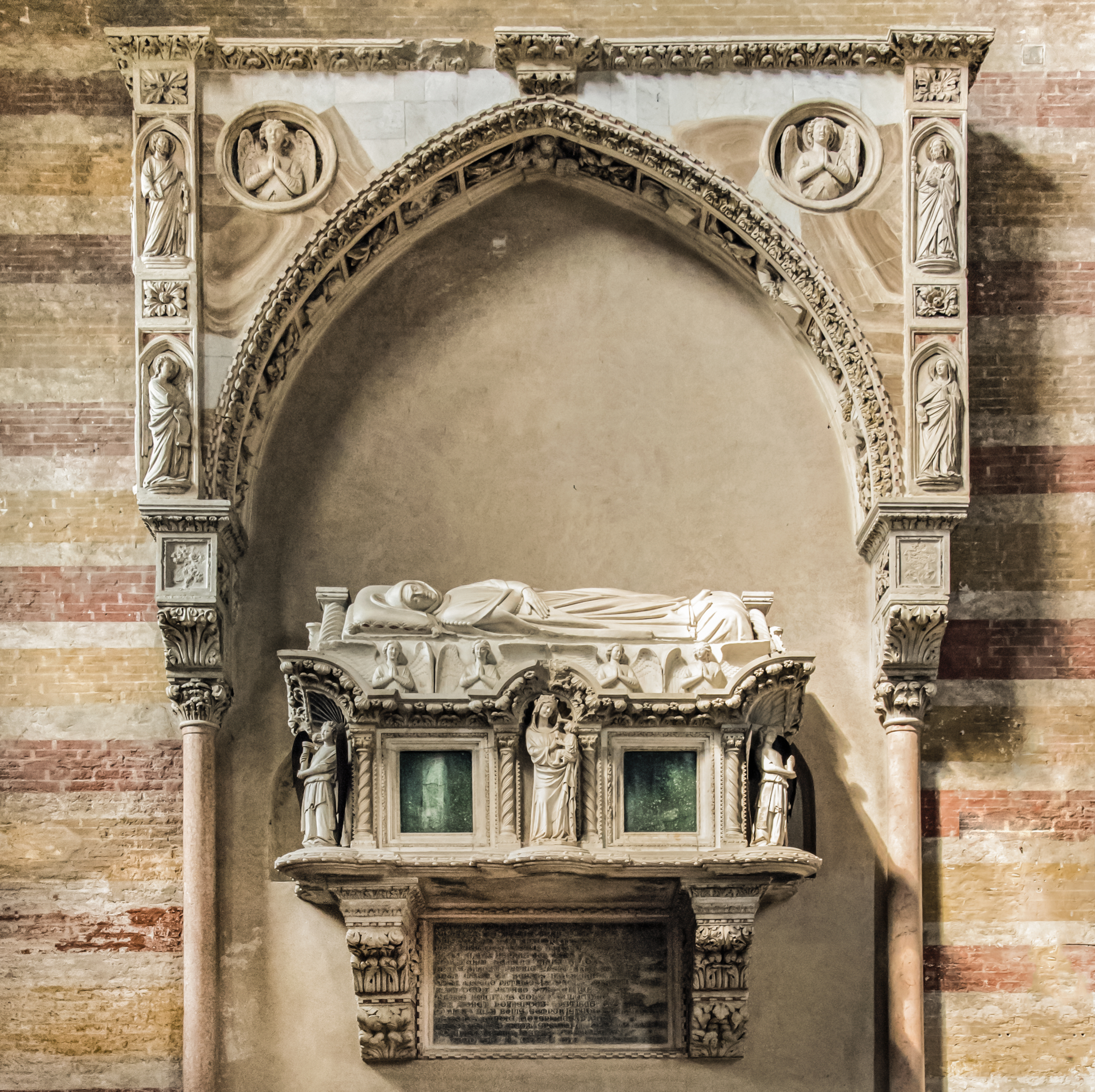
Tomba de Jacopo II da Carrara a l'església dels Eremitani

Jacopo II da Carrara (o Giacomo II) (mort el 1350), de la família Carraresi, va ser el capitano del popolo de Pàdua des del 1345 fins a la seva mort. Tot i que va assumir el poder mitjançant documents falsificats i assassinats polítics, va ser un mecenes de l'art i la literatura. Va aconseguir portar Francesco Petrarca a Pàdua durant un temps, i el seu propi fill, Francesc I, era artesà. Jacopo també va introduir el carrarino com la moneda de Pàdua.
El maig de 1345 Jacopo va assassinar el príncep titular, Marsiglietto Papafava . Al seu torn, va ser assassinat el 1350. A la seva mort encara era analfabeta, fet que lamentava molt, tal com va escriure Petrus Paulus Vergerius en una carta al seu net Ubertino. El seu germà petit Jacopino el va succeir com a capitano, per ser succeït al seu torn per Francesco. L'any 1351 Petrarca va escriure un elogi per al difunt Jacopo, Andriolo de Santi va rebre l'encàrrec de tallar el seu sepulcre i Guariento di Arpo va començar a treballar en un fresc de la coronació de la Mare de Déu per adornar la seva tomba a l'església de Sant Agostino (és va ser traslladat, arran dels bombardeigs de la Segona Guerra Mundial, a l'Església dels Eremitani).